# مگس شیشه‌سبز معمولی
مگس شیشه‌سبز معمولی(نام علمی: Lucilia caesar) نام یک گونه از تیره مگس‌های لاشه است.